# Quichuana picadoi
Quichuana picadoi är en tvåvingeart som beskrevs av Frederick Knab 1913. Quichuana picadoi ingår i släktet Quichuana och familjen blomflugor. Inga underarter finns listade i Catalogue of Life.